# فردوسی آند
فردوسی آند (نام علمی: Erythrina edulis) نام یک گونه از سرده فردوسی است.